# ДЮСК «Спортовець»
ДЮСК «Спортовець» — позашкільний навчальний заклад відділу освіти, створено у 1992 році на базі Трускавецької дитячо-юнацької спортивної школи, заснованої у 1981 році.

## Діяльність
Метою діяльності Трускавецького ДЮСК «Спортовець» є:
- залучення учнів закладів загальної середньої освіти Трускавецької ОТГ до систематичних занять фізичною культурою та спортом,
- зміцнення здоров'я та сприяння їх всесторонньому фізичному розвитку,
- підготовка спортсменів до участі в змаганнях різних рівнів,
- створення умов для інтелектуального розвитку дітей.

У ДЮСК «Спортовець» культивуються такі види спорту:
- баскетбол (хлопці);
- волейбол (дівчата);
- теніс;
- бадмінтон;
- вільну боротьбу;
- плавання;
- бокс;
- футбол.

## Матеріальна база
ДЮСК «Спортовець» має спортивно-оздоровчий комплекс:
- плавальний басейн з ваннами 25м x 8,5 м та 10м x 6 м та сауною;

- спортивний зал — 36×18 м для занять ігровими видами спорту (волейбол, баскетбол, міні-футбол, теніс та ін.);

- зал загально-фізичної підготовки для занять боротьбою і гімнастикою з килимовим накриттям (у наявності є килим для проведення змагань з вільної боротьби 12 х 12м);

- 2 ґрунтові тенісні корти;

- зал для занять боротьбою і гімнастикою з килимовим накриттям;

- тренажерний зал із сучасним спортивним обладнанням;

- аудиторію на 30 місць для проведення теоретичних занять, обладнану оргтехнікою;

- кімнати для розміщення приїжджих спортсменів на 40 місць.

## Педагогічний колектив
Директор ДЮСК «Спортовець» — Мацькович Любомир Євстахович, Гургула Ігор Євгенович — заступник директора, Жгута Андрій Романович - методист.

### Тренери
- Смеречинський Богдан Васильович — тренер з плавання;
- Кухар Лідія Павлівна — тренер з плавання;
- Павлів Ігор Ярославович — тренер з плавання;
- Мацькович Олександр Любомирович — тренер з баскетболу;
- Шаранюк Олег Васильович — тренер з баскетболу;
- Крамар Олена Вікторівна — тренер з волейболу;
- Бєлова Оксана Петрівна — тренер з волейболу;
- Бєлов Юрій МИколайович - тренер з бадмінтону;
- Оринич Олег Володимирович - тренер з футболу;
- Гардій Семен Августинович — тренер з вільної боротьби;
- Мінів Назар Миколайович — тренер з боксу;
- Микитин Ігор Михайлович — тренер з тенісу.